# Denis Bosnjak
Denis Bosnjak (* 10. April 1997) ist ein österreichischer Fußballspieler.

## Karriere
Bosnjak begann seine Karriere beim First Vienna FC. 2008 kam er in die Jugend des SK Rapid Wien, bei dem er später auch in der Akademie spielte.
Im Juli 2015 debütierte er für die Amateure von Rapid in der Regionalliga, als er am ersten Spieltag der Saison 2015/16 gegen den FK Austria Wien II in der 63. Minute für Philipp Plank eingewechselt wurde. Seinen ersten Treffer für Rapid II konnte er allerdings erst zwei Jahre später erzielen; im August 2017 traf er gegen die Vienna zum 2:0-Endstand.
Im Dezember 2017 erhielt Bosnjak einen bis 2020 laufenden Profivertrag bei Rapid, wurde aber direkt als Kooperationsspieler an den Zweitligisten SC Wiener Neustadt verliehen. Sein Debüt für die Niederösterreicher in der zweiten Liga gab er im Februar 2018, als er am 21. Spieltag der Saison 2017/18 gegen den SC Austria Lustenau in der 90. Minute für Fabian Miesenböck eingewechselt wurde.
Im Juli 2018 wurde er erneut auf Kooperationsbasis an einen Zweitligisten verliehen, diesmal an den Floridsdorfer AC. Im Sommer 2019 kehrte Bosnjak zu Rapid zurück und absolvierte im Anschluss zahlreiche Spiele für die zweite Mannschaft. Im November 2021 gab er in der UEFA Europa League sein Debüt in der ersten Mannschaft beim Gruppenspiel gegen Dinamo Zagreb. In der 81. Minute kam er dabei für Srđan Grahovac ins Spiel. Anschließend kam er noch einmal für die Profis zum Zug, ehe er ab der Saison 2022/23 wieder ausschließlich für die Reserve spielte. Nach der Saison 2022/23 verließ er Rapid nach 15 Jahren. Im Juli 2023 wechselte er anschließend nach Litauen zum Erstligisten FC Hegelmann. Für Hegelmann kam er zu 44 Einsätzen in der A lyga. Nach der Saison 2024 verließ er den Verein.
Im Februar 2025 wechselte Bosnjak anschließend nach Polen zum Zweitligisten Wisła Płock. Für Płock kam er zu acht Einsätzen in der 1. Liga, das Team stieg zu Saisonende in die Ekstraklasa auf. Anschließend verließ Bosnjak den Verein aber wieder.